# Stanislao Marino
Stanislao Marino (Amantea, Calabria; 25 de febrero de 1951), conocido simplemente como Marino, es un predicador, cantante, productor discográfico y compositor italo venezolano de música cristiana. Marino formó parte del grupo musical Los Cazadores como cantante, compositor y bajista, con quienes logró ganar un festival con una canción llamada «Cuando viviremos como Dios Manda».
Luego de su primer y exitoso álbum oficial La Gran Tribulación en 1976, Marino ha publicado en su larga carrera musical 92 álbumes oficiales como solista y ha compuesto más de 736 canciones, estableciendo un récord de productividad en la música cristiana latinoamericana.

## Biografía

### Primeros años (1951-1967)
Stanislao Marino nació el 25 de febrero de 1951 en Amantea, provincia de Cosenza, en la región de Calabria, Italia. Su familia vivía en condiciones de extrema pobreza en la Italia de posguerra. En 1958, cuando Marino tenía siete años, la familia emigró a Venezuela como parte del flujo migratorio italiano hacia América Latina de mediados del siglo XX.
La familia se estableció inicialmente en Caracas durante cinco años, antes de trasladarse a La Victoria, estado Aragua. Debido a las dificultades económicas familiares, Marino no pudo iniciar su educación formal hasta los 12 años de edad, ya que debía trabajar para contribuir al sustento familiar.
Su interés por la música surgió durante la adolescencia. Ante la imposibilidad económica de adquirir instrumentos, construyó artesanalmente un cuatro venezolano con materiales precarios, con el cual desarrolló sus primeras habilidades musicales. Terminó sus estudios a los 18 años para dedicarse completamente a la música.

### Matrimonio y conversión religiosa (1974-1975)
A los 24 años de edad, Marino conoció a Irene, también conocida como Aída, mujer con la que se casaría el 14 de diciembre de 1974. Su matrimonio atravesó una crisis severa que coincidió con una búsqueda espiritual personal.
En 1975, con insistentes invitaciones de su cuñada, Marino aceptó asistir a una cruzada del evangelista puertorriqueño Yiye Ávila en Maracay, Venezuela. Durante este evento, Stanislao experimentó una conversión al cristianismo evangélico. Posteriormente, su esposa también se convirtió. 
Inmediatamente después de su conversión y bautismo en el Espíritu Santo, Marino compuso «La Gran Tribulación», canción que se convertiría en su obra más reconocida y que marcaría el inicio de su carrera como músico cristiano.
Es padre de tres hijos: Pahola, Israel y Josué, quienes también se dedican a la música cristiana. Actualmente, Marino reside en los Estados Unidos, donde ejerce funciones pastorales.

## Carrera musical

### Los Cazadores (1967-1979)
A causa de la mala situación económica, Marino tuvo la necesidad de integrar dos grupos musicales para generar ingresos.
En 1967, se unió por primera vez a una agrupación musical bajo la idea de Eleazar Marrero. En 1968 nacieron como agrupación de música moderna en la ciudad de La Victoria (Venezuela), actuando en fiestas, verbenas y eventos con el nombre de «Los Ángeles del Sol». El 21 de noviembre de 1970, participaron en el primer festival de nuevos valores «Impulso» en Caracas, Venezuela, con el nombre de «The Hunters», siendo los ganadores absolutos con la canción «Cuando viviremos como Dios manda», original de Stanislao Marino, quien además la interpretaba dentro de la agrupación.
Al comenzar su carrera discográfica en 1971, decidieron utilizar el nombre del grupo comercialmente en español, pasando a ser conocidos como «Los Cazadores». El grupo grabó su álbum debut homónimo para el sello Top Hits (THS-1024), donde Marino fungió como compositor de todas las canciones, vocalista principal y bajista. Los primeros miembros que conformaron esta agrupación fueron Stanislao Marino (voz líder, bajista y compositor), Hernán Carabaño (Director y guitarrista), Luis Felipe Navarro (vocalista), Héctor Nieto (Guitarra), Edgar Naranjo (Bajo), Héctor González (Batería), Gustavo Barrios (Percusión latina).
En 1974 produjeron su segundo álbum «Vuélvete», y en 1979 su trabajo final «Lucía». Durante este período final, Marino ya se había convertido al cristianismo pero cumplía compromisos contractuales pendientes.
Marino experimentó dificultades cuando firmó dos contratos en ciudades diferentes y no pudo cumplir con uno de ellos, lo que le generó problemas financieros significativos. En 1978, se retiró definitivamente del grupo para dedicarse completamente al ministerio musical cristiano.

### Transición ministerial (1975-1979)
Entre 1975 y 1977, Marino produjo exclusivamente música cristiana, grabando seis álbumes en este período: La Gran Tribulación (1976), A Mi Lado Está El Señor (1977), Yo Soy Jesús (1977), Tú Eres Mi Siervo (1977), Es Tiempo Ya (1977), y ¿Dónde Está Tu Tesoro? (1977).

### Carrera solista (1976 - actualidad)

#### Metodología de producción
Marino desarrolló una metodología única de producción musical, grabando personalmente todos los instrumentos de sus álbumes. Su proceso secuencial consistía en grabar "primero la batería, luego las congas, teclado, guitarra, percusión y por último la voz".
Esta autosuficiencia instrumental le permitió mantener control creativo total y producir música con extraordinaria frecuencia, llegando a completar grabaciones semanalmente y alcanzando picos de productividad como los cinco álbumes publicados en 1977.

#### Productividad discográfica
A lo largo de 45 años de ministerio (1976-2021), Marino ha producido 92 álbumes oficiales, estableciendo un récord de productividad en la música cristiana latinoamericana. Su década más prolífica fue la de 1990, con 39 álbumes producidos. Ha compuesto aproximadamente 736 canciones originales, manteniendo un promedio de 16.4 composiciones anuales durante su carrera ministerial.

#### Éxito inicial y reconocimientos
Marino compuso «La Gran Tribulación» inmediatamente después de su conversión, junto con otras canciones que conformaron su álbum debut del mismo nombre. Su iglesia local inicialmente no lo apoyó debido a los mensajes directos de las canciones. La canción «La Gran Tribulación» le otorgó fama nacional cuando la interpretó en un festival de Caracas.
En los Premios AMCL 1985, esta producción obtuvo 4 categorías importantes: Álbum del año, Canción del año, Composición del año y el premio especial a una Producción de Excelencia del año. Marino recibió también el galardón a Artista del año. Dos años más tarde, nuevamente sería elegido como Artista del año y su producción «Es tiempo ya», como Álbum del año.

#### Experimentación musical
Marino ha explorado diversos géneros musicales latinoamericanos adaptados al mensaje cristiano:
- En 1989, grabó el álbum «Recíbeme» en México, utilizando instrumentación mariachi completa.
- En 2002, produjo «En Merengue», explorando ritmos caribeños.
- En 2003, lanzó «Solo en Bachata» y «Bachata-Son».
- En 2004, incursionó en «Corridos Norteños Cristianos» en dos volúmenes.

#### Impacto internacional
El ministerio de Marino trasciende las fronteras venezolanas, estableciendo presencia significativa en múltiples países:
- República Dominicana: Asociación con el sello "Discos La Batalla de la Fe" para distribución en el Caribe.
- Puerto Rico: Penetración en el mercado musical cristiano caribeño.
- Colombia: Establecimiento de base de seguidores en Sudamérica.
- Estados Unidos: Ministerio a comunidades hispanas, particularmente en Chicago.
- España: Producción del álbum «Marino en España» (1992).

En Premios AMCL de 1994, Marino recibió la categoría Álbum de cantautor del año por ¿Dónde va la gente?, y en 2000 recibiría el reconocimiento Personaje del año y nuevamente, un premio especial a la producción de excelencia del año por su álbum debut La Gran Tribulación. Con su hijo Josué, Stanislao Marino presentaría una producción titulada «Mi amigo Jesús». Esta recibiría el galardón a Álbum de cantautor del año en Premios AMCL 2004.

#### Influencia en artistas contemporáneos
En 2008, el bachatero Antony Santos interpretó a su estilo «Muchos Cambios en el Mundo», bajo el título «Algo Grande». Esta versión gozó de popularidad en República Dominicana. Un rumor decía que Marino se incomodó porque Antony usó su canción sin permiso, sin embargo, en una entrevista con la presentadora Colombia Alcantara, Marino aclaró que Antony no había hecho «ninguna maldad».
A manera de homenaje, en 2016, los artistas Luzentinieblas y Manny Montes lanzaron una versión en rap de «La Gran Tribulación» que incluyó voces e incluso créditos a Stanislao Marino. Algo similar harían Erick Daulet y Mr. Boy en el sencillo «Santo» producido por Nesty y Apollo.
En 2019, el cantante y compositor Emanuel Frias lanzó la canción «Alabad a Jehová» con el estilo típico de Marino, haciéndole un homenaje por tantos años de trayectoria. De la misma manera, en 2022, la canción «Esa zarza»  de Emanuel se inspira fuertemente en el ritmo y género de la canción «La Iglesia del Señor» lanzada en 1990.

#### Actividad actual
En 2020, junto a su familia, compartieron mensajes de esperanza por transmisiones en vivo a las familias necesitadas, expresando que los aportes obtenidos por este medio eran dirigidos hacia la ayuda a los más necesitados. Desde entonces, Stanislao Marino transmite por su página oficial de Facebook todos los viernes y se mantiene activo en su cuenta oficial de Instagram.

## Legado familiar
La familia Marino ha desarrollado un legado musical sin precedentes en la música cristiana latinoamericana:
- Pahola Marino: Inició su carrera en 1984 con "Vuelve a casa papá". Ha producido aproximadamente 30 álbumes y actualmente ejerce como pastora en Phoenix, Arizona.
- Josué Marino: Ha grabado 4 álbumes como solista y colaboraciones con su padre.
- Israel Marino: También vinculado a la música cristiana familiar.

La familia Marino ha producido conjuntamente más de 133 álbumes, estableciendo un fenómeno musical familiar único en la música cristiana latinoamericana.

## Discografía

### Álbumes de estudio
- 1976: La Gran Tribulación
- 1977: A Mi Lado Está El Señor
- 1977: Yo Soy Jesús
- 1977: Tu Eres Mi Siervo
- 1977: Es Tiempo Ya
- 1977: ¿Dónde Está Tu Tesoro?
- 1978: Nunca Me Ha Dejado
- 1978: La Persecución
- 1980: Clamor de un pueblo
- 1981: Los Juicios De Dios
- 1982: Lo que parte el corazón
- 1982: Mi Casa y Yo
- 1984: Testimonio
- 1984: Juntos (con Paulino Bernal, Conjunto Bernal)
- 1985: Dios Mio, Dios Mio
- 1985: No Vengas Todavía
- 1985: Himnos Y Coros Vol.1
- 1985: La Gran Tribulación 1985
- 1986: ¿Dónde va la gente?
- 1986: El Recuento
- 1987: Himnos Y Coros Vol.2
- 1987: Marino y Pahola en concierto (con Pahola Marino)
- 1988: Como Corre El Río
- 1988: Recíbeme
- 1988: Jehová Peleará Por Mi
- 1988: Declárate Libre
- 1988: ¿Qué Tienes Tu?
- 1988: Me librará
- 1988: Cuídate Hermano
- 1989: ¿A Dónde Iremos A Parar?
- 1989: Unidos (con Paulino Bernal, Conjunto Bernal)
- 1989: Libre En Cristo
- 1989: Te Necesito
- 1989: Soy Feliz
- 1989: Me Dará Victoria
- 1990: Las Señales de Jesús
- 1990: La Iglesia del Señor
- 1991: Muchos Cambios en el Mundo
- 1991: Dile a Latinoamérica
- 1991: El Pueblo Libre
- 1991: Estamos en Victoria
- 1991: Vamos a la Iglesia
- 1992: Cruzaremos el Desierto
- 1992: Soy Diferente
- 1992: Dame un Nuevo Corazón
- 1992: Santo Santo
- 1992: Tu Eres Digno
- 1992: Marino en España
- 1992: Mi Puerto Rico Amado
- 1992: Coros del Ayer y Hoy
- 1993: Marino y el Conjunto Bernal
- 1993: Venciendo
- 1993: Formaste Mi Ser
- 1993: Grande es tu Poder
- 1993: Instrumental Vol. 1
- 1993: Instrumental Vol. 2
- 1993: Tu Santa Iglesia
- 1993: Tu Misericordia
- 1993: Instrumental Vol. 3
- 1994: De Regreso A Borinquen
- 1995: Marino Desde Houston en Concierto
- 1995: Buscar Liberación
- 1997: El Último Llamado
- 1997: Recordando lo Bueno
- 1997: Ayúdame Señor
- 1997: Envíame Señor
- 1998: Quería Ser Importante
- 1998: Dios No Te Ha Olvidado
- 1998: He Peleado la Batalla
- 1998: Coros al Estilo Norteño Vol. 2
- 1999: Historia de Amor
- 1999: Que Me Haría Sin Ti
- 2000: Sígueme
- 2000: Mi Agradecimiento
- 2000: Dejó Su Esplendor
- 2001: No Me Rendiré
- 2002: En Mariachi
- 2002: Mi Amigo Jesús
- 2002: Hoy Lloro por Ti Señor
- 2002: En Merengue
- 2003: Solo en Bachata
- 2003: No Se Lo Que Me Espera
- 2003: Háblale A Mi Corazón
- 2003: Otro Año con Cristo
- 2003: En Mi Bohío
- 2003: Bachata-Son
- 2003: El Mejor Regalo
- 2004: Corridos Norteños Cristianos Vol. 1
- 2004: Corridos Norteños Cristianos Vol. 2
- 2005: Sus Clásicos en Bachata
- 2008: Mensajero de Dios
- 2010: Coros con Sabor

## Premios y reconocimientos

### Premios AMCL
- 1985: Artista del año
- 1985: Álbum del año por La Gran Tribulación
- 1985: Canción del año por «La Gran Tribulación»
- 1985: Composición del año por «La Gran Tribulación»
- 1985: Premio especial a una Producción de Excelencia del año por La Gran Tribulación
- 1987: Artista del año
- 1987: Álbum del año por Es tiempo ya
- 1994: Álbum de Cantautor del año por ¿Dónde va la gente?
- 2000: Personaje del Año
- 2000: Premio especial a una Producción de Excelencia del año por La Gran Tribulación
- 2004: Álbum de Cantautor del año por Mi amigo Jesús (con Josué Marino)
- 2009: Álbum de Cantautor del año por Mensajeros de Dios[32]